# Schloss Au an der Traun

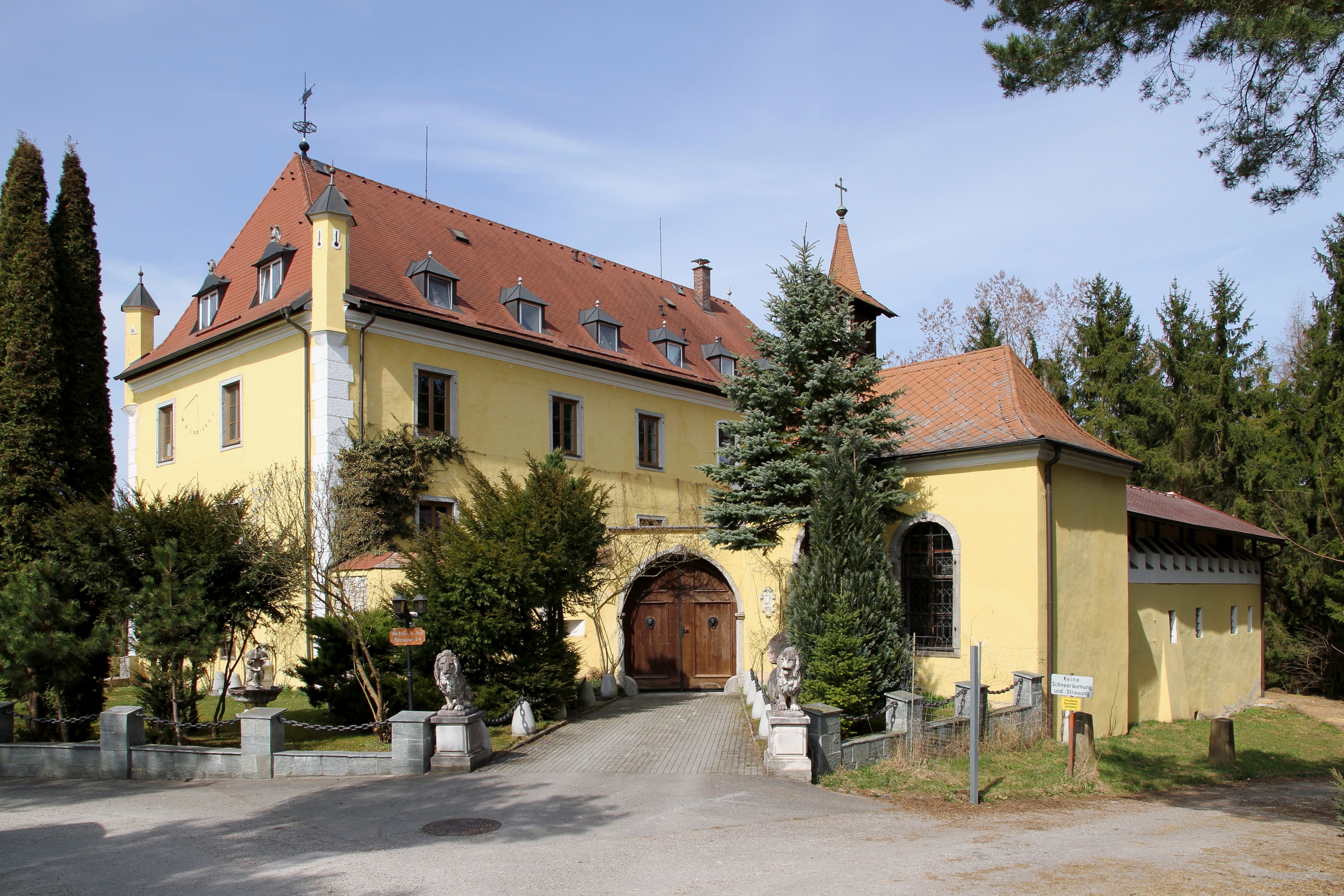
Schloss Au an der Traun

Das Schloss Au an der Traun liegt in der Ortschaft Roitham am Traunfall im Bezirk Gmunden in Oberösterreich. Es steht unter Denkmalschutz.

## Geschichte
Au an der Traun wurde vermutlich um 1100 als Wehrburg erbaut und war rittergemäßes Lehen der Herrn von Schloss Ort bei Gmunden.  1363 wird ein Wernhart der Awer genannt. Urkundlich wird die Bezeichnung Au erstmals 1446 im „Wallseerisch Lehensbuch usque 1446“ als „ein Sitz zu Rewthaim auf der Au mit seiner Zugehör“ erwähnt. Ohne dass dies im Einzelnen nachweisbar ist, kann man vermuten, dass  das Schloss Au von den Wallseeren errichtet wurde, die mit den Habsburgern nach Österreich gekommen waren und bestrebt waren, sich eine eigene ritterliche Gefolgschaft aufzubauen. 1492 wird ein Hans eines von Theuerwang stammenden Rittergeschlechts als Besitzer genannt. Später wird Au als Liechtenstein’sches Lehen bezeichnet. 1517 war Au im Besitz des Hans Pinter von der Au aus Gmunden. Dieser wird von Albrecht Kynast von Tamberg abgelöst. 1535 war Au im Besitz der Raidt. Die Tochter Ulrich Raidts heiratete 1557 Balthasar Wiellinger und so kam Au an die Wiellinger, die sich fortan „von Au“ nannten. 1571 kam Au durch Kauf in den Besitz von Gotthard von Salburg. 1602 erscheint der kaiserliche Eisenkämmerer David Seebacher als Eigentümer auf; um 1639 ist Georg Wilhelm von Fränking als Inhaber des nun landesfürstlichen Lehens. 1642 kam Au an Johann Fördl, der von Kaiser Ferdinand III. gegen Zahlung von 300 fl. von der Lehenschaft befreit wurde. 1651 kaufte Johann Baptist Kuttner von Kutniz das „uralt adelige Landgütl Au an der Traun“ samt Burgfried und Reißgejagd. Am 30. Mai 1653 erwarb es der Abt des Benediktinerstiftes Lambach Placidus Hieber von Greifenfels.
Das als Erholungsort und Jagdschloss dienende Anwesen wurde wegen der Auswirkungen der Franzosenkriege 1820 an den Gerichtsschreiber des Stiftes, Franz Gebhard Hofbauer, veräußert. 1824 verkauft Franziska Hofbauer das Schloss an Johann Solterer von Mühlwang. Weitere Besitzer in den nachfolgenden Jahrzehnten waren Graf Erich von Bentzel Sternau (1878), Graf Georg von Kesselstatt (1897), Max August de la Vigne von Erkmannsdorf (1911) und Anna Lise de la Vigne (1943), verehelichte Ruttnig. Seit 1968 ist es im Besitz des Sohnes Johann Ruttnig bzw. seiner Familie.
1925 war im Schloss das „Deutsche Schulheim an der Traun“ untergebracht. Das Erziehungsheim an der Traun („Traunschulheim“) wurde nach den Prinzipien der Landschulbewegung (Wandervogel) gestaltet. Es sollte einer völkischen und religiösen Jugenderziehung ohne Anbindung an eine politische Partei dienen. Hier wurde 1925–1938 eine Realschule (d. h. ein Gymnasium, in dem die „Realien“ besonders betont wurden) für Knaben (und Mädchen) ab dem 10. Lebensjahr mit dem Fach Latein auf der Oberstufe geführt, welche den Zugang zu Hochschulen und Universitäten in Österreich und Deutschland ermöglichte. Betont wurden die Fächer Kunst (Musik), Körpererziehung und Werkunterricht (auch Gärtnerei, Landwirtschaft; Prinzip der „Arbeitsschule“). Erster Leiter war Kurt Picker, ab 1928 wurde ein Dr. Otto Richard Flatter (Altona) mit der Leitung betraut. 1927 wurde beschlossen, eine Schulzeitung zu gründen („Der Auer Bote“, später auch „Aus der Chronika derer von Au“ genannt), die dem Austausch mit dem  „Verein für Landschulheime der deutschen Jugendbewegung“ sowie dem Zusammenhalt mit den Eltern dienen sollte. Zugleich sollte diese Schulzeitung eine Ergänzung des „Mitteilblattes  des Vereins für Landschulheime der deutschen Jugendbewegung“ sein. In dem Heim dürften etwa 30 Zöglinge untergebracht gewesen sein.
Während des Zweiten Weltkriegs war hier eine Haushaltungsschule für Frauen der Nationalsozialistischen Volkswohlfahrt.
Um das Schloss rankt sich auch eine Variante der Sage vom „Von der wilden Jagd und vom wilden Jäger“.

## Beschreibung
Auf einem Felsen 20 Meter oberhalb der Traun liegt Schloss Au auf 400 m Höhe. Das Hauptgebäude der Anlage ist ein rechteckiger dreigeschoßiger Bau mit kleinen Ecktürmchen und einem Satteldach. Die schwache Ringmauer ist an das Gebäude angebaut, setzt dessen Mauern fort und umschließt ein Geviert mit Innenhof. Ostseitig steht die Schlosskapelle aus dem Jahr um 1660, geweiht der Apollonia von Alexandria. Der Altar in der Kapelle stammt von Joachim von Sandrart. Hinter der Kapelle befinden sich zwei Wirtschaftsgebäude. Sie sind mit dem Schloss über eine Mauer verbunden, in die eine Poterne mit kleinem aufgesetzten Türmchen eingefügt ist. Auf einem Stich von Georg Matthäus Vischer aus dem Jahr 1674 ist noch eine Brücke zu sehen, die früher über einen Graben vor dem Tor zum Schlosshof führte. 1911 wurde dieser Graben zugeschüttet; der Zugang führt immer noch durch das entsprechende Steinportal. Das Schlossgebäude ist in den letzten 300 Jahren kaum verändert worden.
2011 hat ein Brand den Rittersaal in dem Schloss zerstört. Ursache war laut Brandsachverständigen ein Hitzestau in einem Kaminofen.